# Bourbon-Rose
Bourbon-Rosen, auch Rosa × borboniana, gehören zur Gruppe der alten Rosen. Ihr Name leitet sich von der Insel Île de Bourbon, heute Réunion ab. 

## Geschichte
Französische Siedler begrenzten ihre Felder auf Réunion mit Rosa × damascena 'Bifera' (Herbst-Damaszener-Rose) und Rosa × chinensis 'Parson's Pink China' ('Old Blush China'). Unter diesen Rosen wurde ein Sämling gefunden, der auf der Insel als 'Rose Édouard' bezeichnet und kultiviert wurde und 1817 nach Frankreich zum Gärtner des Herzogs von Orléans gelangte. Dieser zog daraus eine Rose, die er als 'Rosier de l’Île de Bourbon' bezeichnete. In der Folge kam es zur Zucht weiterer Bourbon-Rosen. 
Die Bourbon-Rosen lösten die Gruppe der Portland-Rosen ab. 

## Eigenschaften
Bourbon-Rosen haben kugelförmige, große, gefüllte Blüten und einen Wuchs im klassischen Stil. Sie blühen ab Juni in mehreren Floren und werden bis etwa 1,50 m hoch. Sie gelten als recht krankheitsanfällig. Blätter und Triebe haben schon Ähnlichkeit mit den später aufgekommenen Teehybriden.

## Sorten (Auswahl)
Über die ursprünglichen Bourbonrosen, 'Rose Édouard' und 'Rosier de l’Île de Bourbon' ist nichts genaueres bekannt. Es folgt eine Auswahl der beliebtesten Bourbon-Rosen.
- 'Boule de Neige', 1867, weiß, stark duftend
- 'Charles Lawson', Lawson 1853
- 'Honorine de Brabant', zartrosa, gesprenkelt mit Pink
- 'Kathleen Harrop', 1918, hell rosa
- 'Las Casas', 1828, purpur
- 'Louise Odier', 1851, weiches Dunkelrosa, außen heller, stark duftend
- 'Mme d'Enfert', 1904, rosa, duftend
- 'Mme Ernest Calvat', 1888, hellrosa, duftend, Sport von 'Mme Isaac Pereire'
- 'Mme Isaac Pereire', 1881, karminrosa, stark duftend, kletternd
- 'Mme Pierre Oger', 1878, perlmuttfarben (creme und rosa changierend), Sport von 'Reine Victoria'
- 'Reine Victoria', 1872, sehr weiches Dunkel-rosa, leichter Duft
- 'Souvenir de la Malmaison', 1843, zartes cremerosa, stark duftend, Weltrose
- 'Zéphirine Drouhin', Bizot 1868

## Literatur

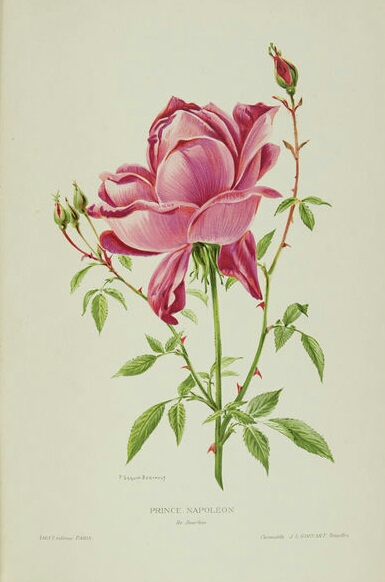
'Prince Napoléon' (Pernet, 1864)

## Galerie

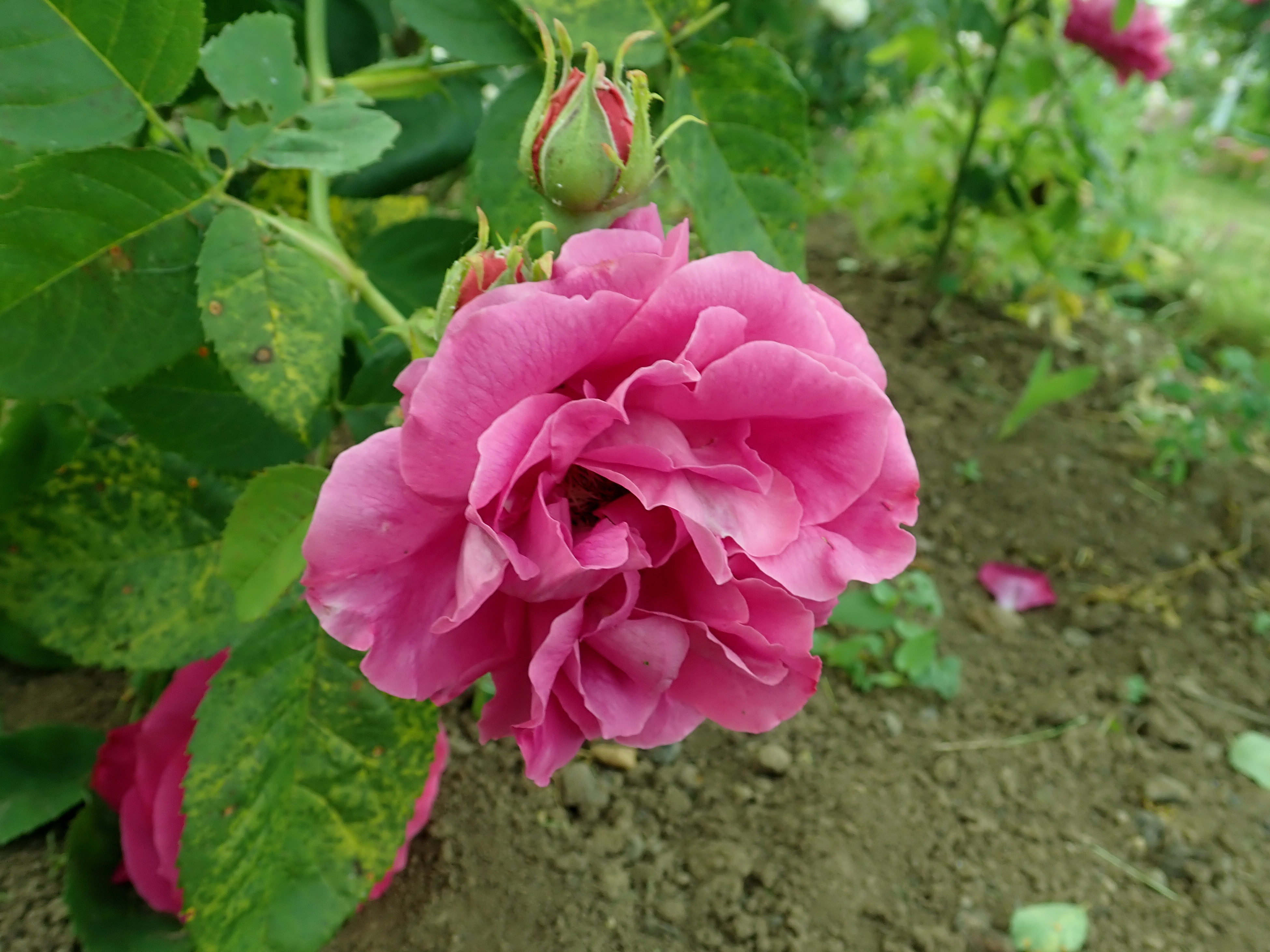
'Beauté de Versailles'
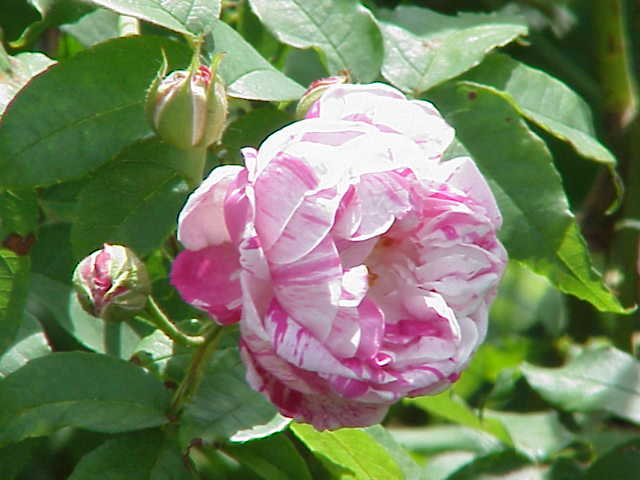
'Honorine de Brabant'
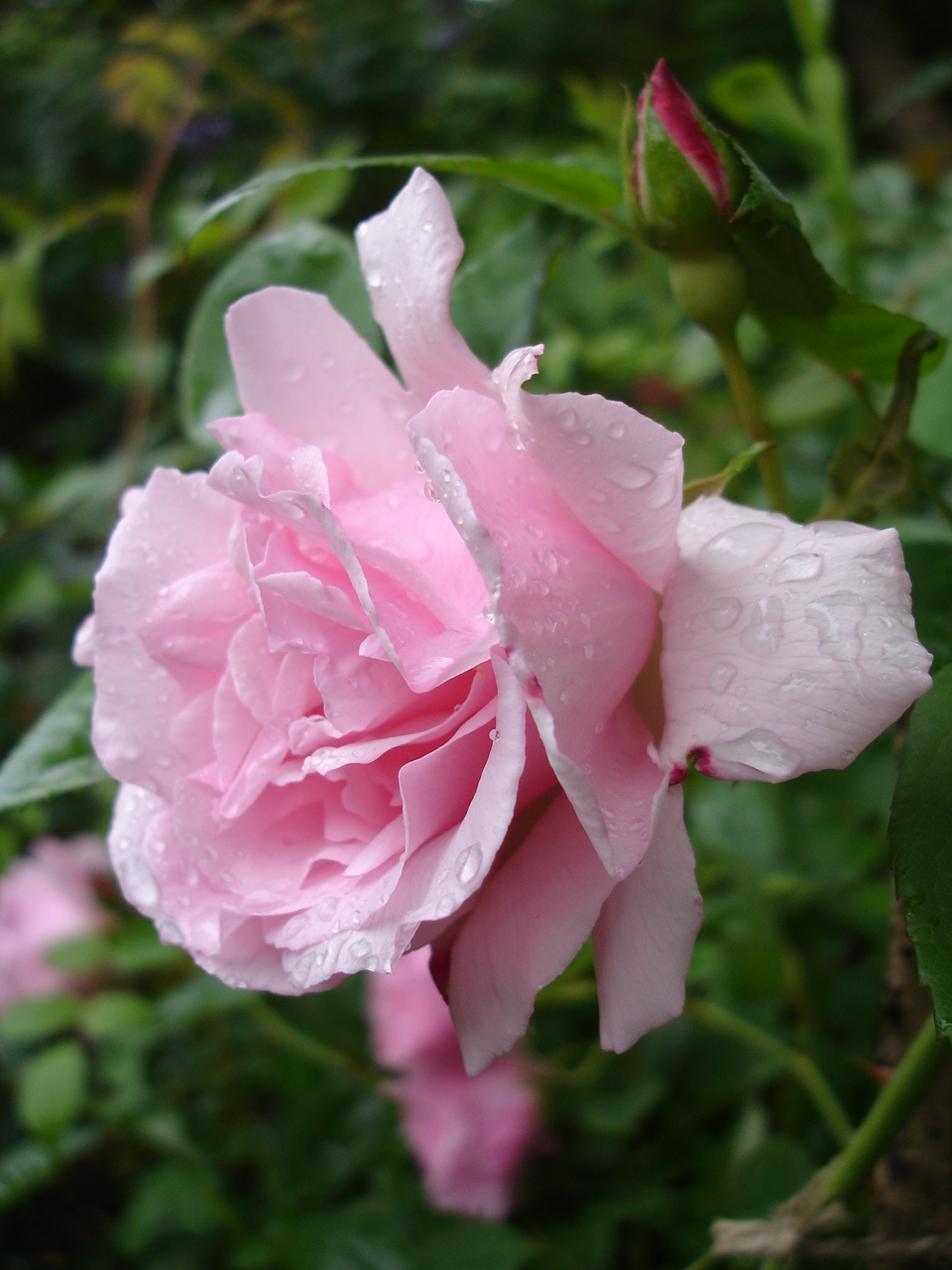
'Kathleen Harrop'
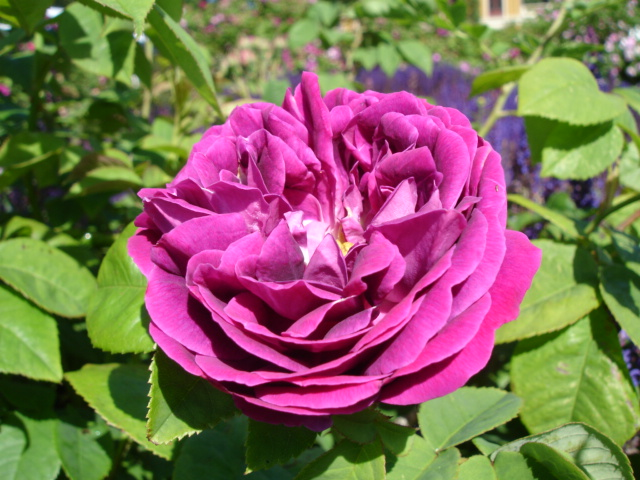
'Las Casas'
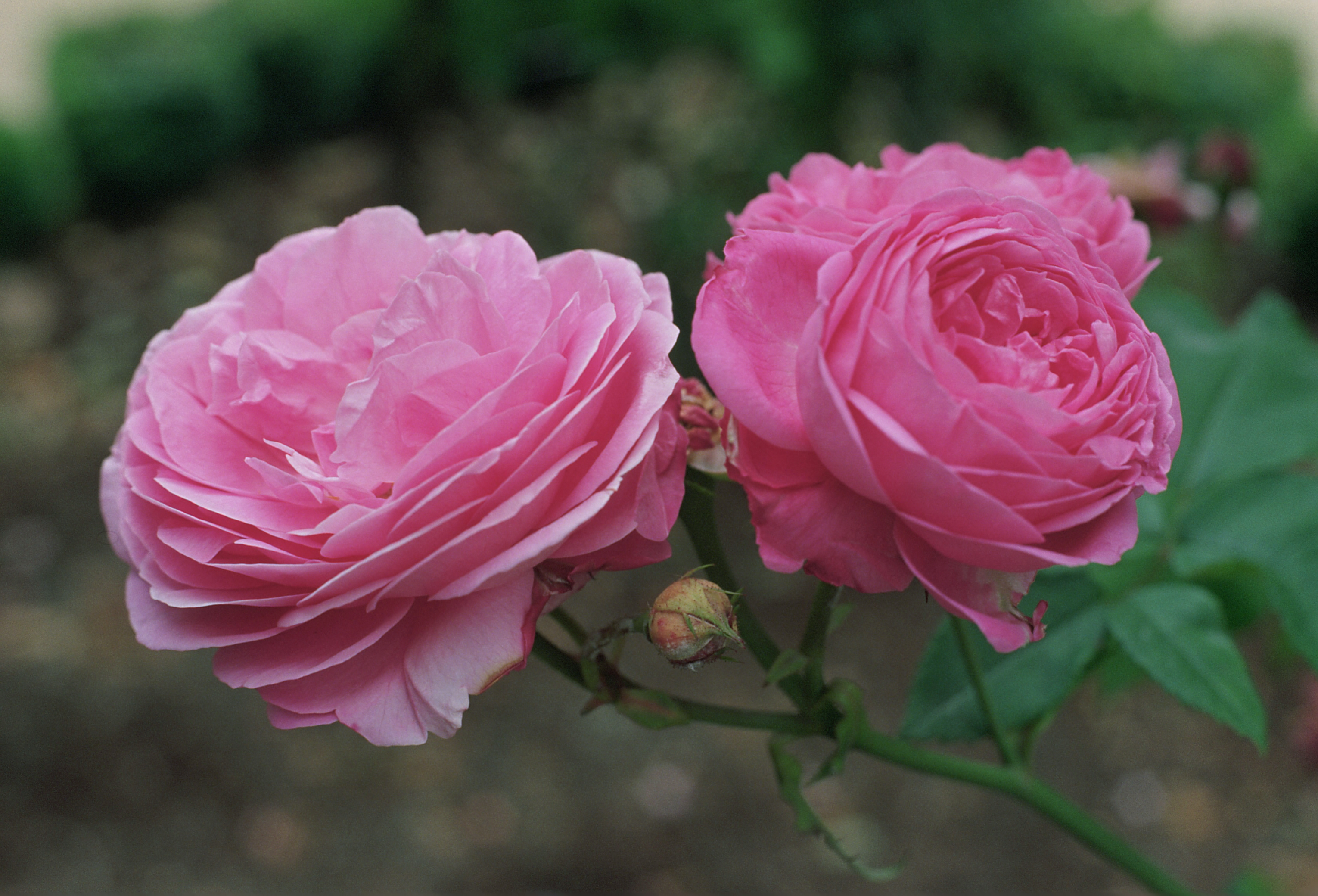
'Louise Odier'
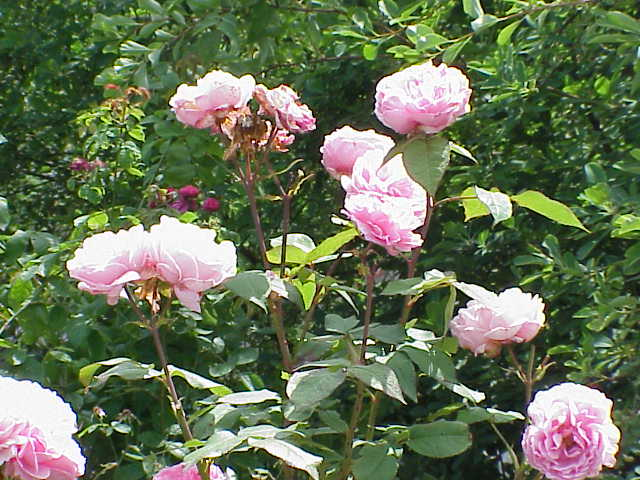
'Madame Ernest Calvat'
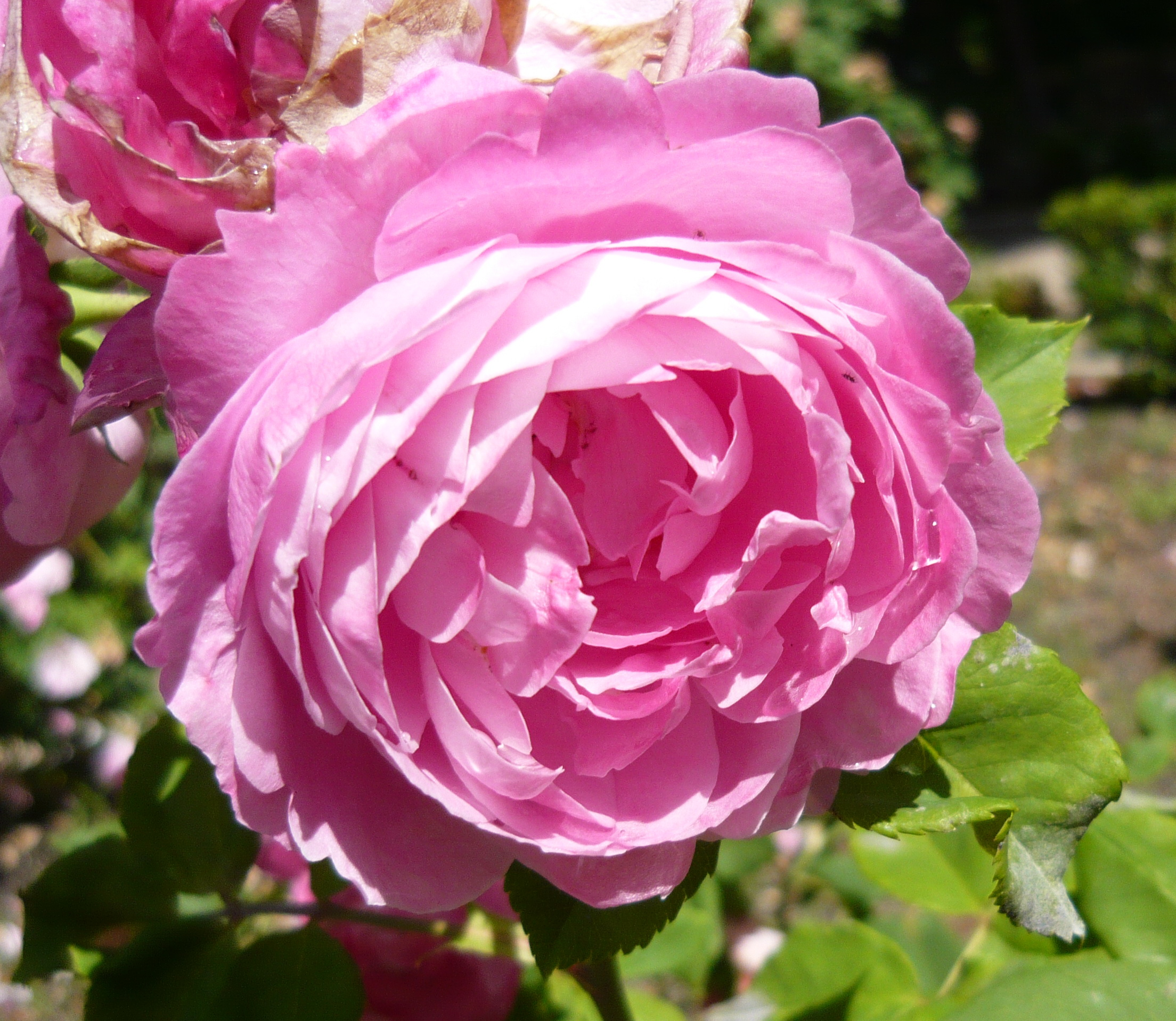
'Reine Victoria'
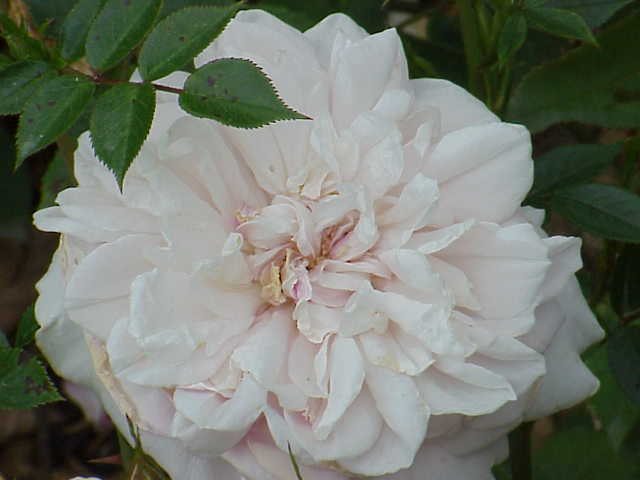
'Souvenir de la Malmaison'
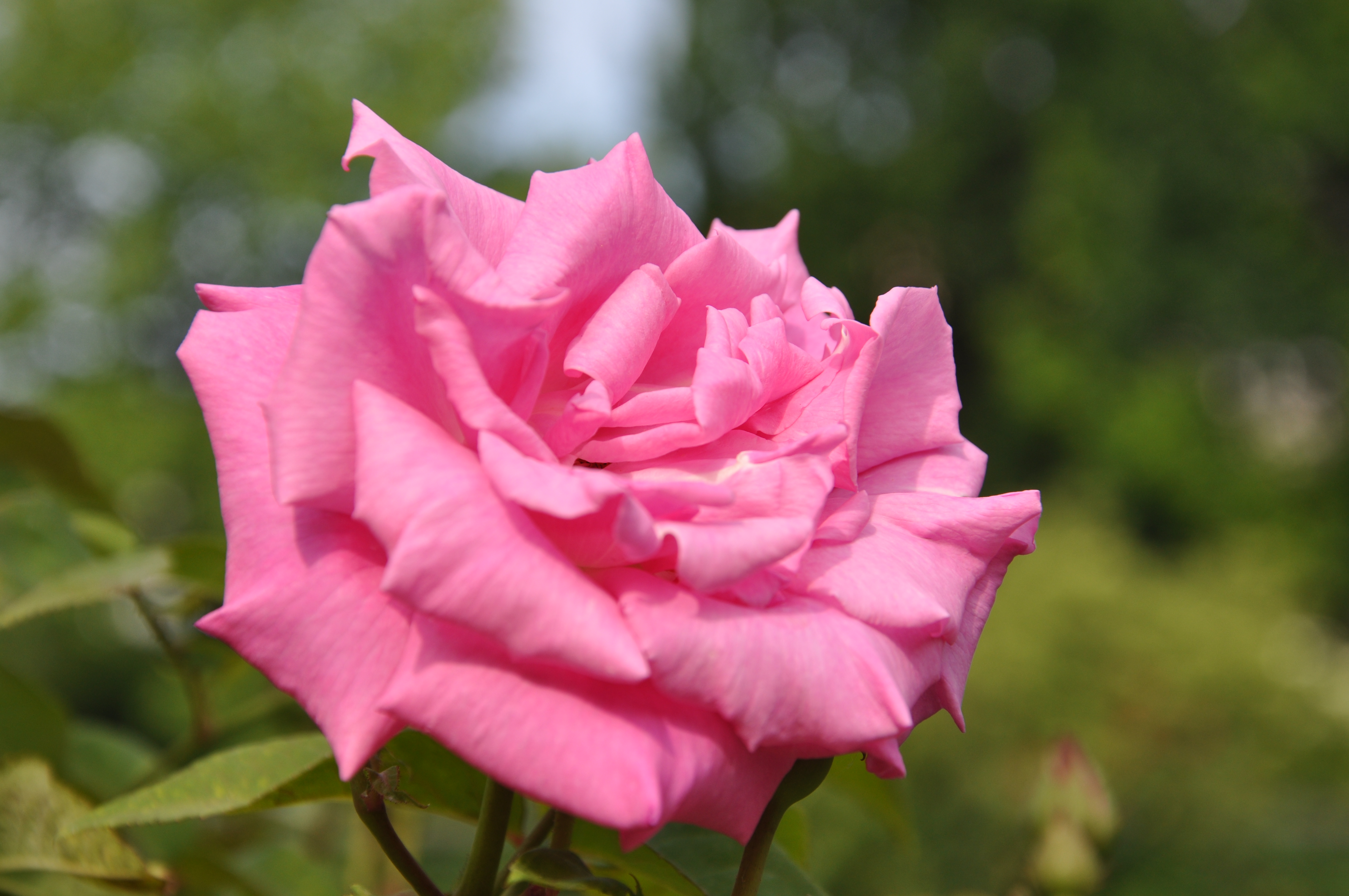
'Zéphirine Drouhin'